# Temporada 1998-1999 del Club Joventut Badalona
La temporada 1998-1999 va ser la 60a temporada en actiu del Club Joventut Badalona des que va començar a competir de manera oficial. La Penya va disputar la seva 43a temporada a la màxima categoria del bàsquet espanyol. Va acabar la fase regular en la desena posició, sense poder classificar-se per disputar els play-offs pel títol tal com havia fet les dues temporades anteriors. També va disputar la Copa, la Copa Saporta, i va guanyar la Lliga Catalana. Aquesta temporada a més va estrenar esponsorització, anomenant-se Pinturas Bruguer Badalona.

## Resultats
Copa Saporta
El Joventut va participar per segon any consecutiu en aquesta competició (Eurocopa de clubs la temporada anterior). En la fase de grups va acabar líder dels sis equips que formaven el grup G. A setzens es va desfer del Stahlbau Oberwart d'Àustria guanyant els dos partits, i a vuitens va eliminar el Hapoel Jerusalem gràcies a la diferència de punts aconseguida en el partit de tornada. A quarts de final va caure eliminat a mans del Pamesa València.
Lliga ACB
A la Lliga ACB finalitza la fase regular en la desena posició de 18 equips participants, sense aconseguir classificar-se per disputar els play-offs pel títol. En 34 partits disputats de la fase regular va obtenir un bagatge de 18 victòries i 16 derrotes, amb 2.666 punts a favor i 2.565 en contra (+101).
Copa del Rei
A la Copa del Rei celebrada a València, el Pinturas Bruguer va quedar eliminat en quarts de final en perdre davant el Tau Ceràmica per 76 a 73, equip que s'acabaria proclamant campió del torneig.
Lliga Catalana
Es va proclamar campió de la Lliga Catalana en derrotar el TDK Manresa per 86 a 71 a la final. En semifinals havia derrotat el Girona Gavis per 101 a 88.

## Plantilla
La plantilla del Joventut aquesta temporada va ser la següent:
| Club Joventut Badalona: plantilla 1998-99 |                  |            |      |
| #                                         | Jugador          | Pos.       | A.   |
| 4                                         | Dani Garcia      | Pivot      | 2.09 |
| 5                                         | Darryl Middleton | Pivot      | 2.02 |
| 6                                         | Iván Corrales    | Base       | 1.82 |
| 9                                         | Aaron Swinson    | Aler       | 1.96 |
| 10                                        | Roger Grimau     | Base       | 1.96 |
| 11                                        | Quique Andreu    | Pivot      | 2.07 |
| 12                                        | Nikola Loncar    | Escorta    | 1.98 |
| 13                                        | Nacho Biota      | Aler       | 2.02 |
| 14                                        | Raül López       | Base       | 1.82 |
| 15                                        | Fran Murcia      | Aler pivot | 2.03 |

| Club Joventut Badalona: staff 1998-99 |                      |
| Nom                                   | Funció               |
| Alfred Julbe                          | Entrenador           |
| Josep Maria Izquierdo                 | Entrenador assistent |
| Agustí Julbe                          | Entrenador assistent |

| Jugadors del planter amb minuts al 1r equip |               |      |      |              |
| #                                           | Jugador       | Pos. | A.   | Participació |
| 16                                          | Souley Drame  | Aler | 2.02 | 7 partits    |
| 17                                          | Álex Mumbrú   | Aler | 2.02 | 4 partits    |
| 99                                          | Albert Oliver | Base | 1.87 | 1 partit     |

### Baixes
| Baixes a l'inici de temporada |       |
| Jugador                       | Pos.  |
| Tanoka Beard                  | Pivot |
| César Sanmartín               | Aler  |
| Andre Turner                  | Base  |
| Andy Toolson                  | Aler  |
| Jackie Espinosa               | Aler  |

| Baixes durant la temporada |         |
| Jugador                    | Pos.    |
| Gerald Madkins             | Escorta |